# 平秀琳
平秀琳（1970年4月12日—），臺灣媒體人，國立政治大學新聞學研究所碩士畢業。曾任中天新聞台《新聞深喉嚨》節目主持人、東森新聞台《平論無雙》節目主持人。現任POP Radio《POP大國民》主持人、網路節目《全民平評理》主持人、鏡電視新聞台《大咖鏡來講》主持人。

## 經歷
- 民視新聞台記者
- 中天新聞台主播、新聞部總監[2]、《新台灣星光大道》主持人[2]《新聞深喉嚨》主持人
- 旺旺中時媒體集團總裁特別助理[3]

- 2017年中國國民黨主席選舉電視辯論會主持人[5]
- 東森新聞台《平論無雙》節目主持人[6]
- YT頻道《不演了新聞台 （页面存档备份，存于）》深喉嚨online主持人
- 鏡電視新聞台《大咖鏡來講》主持人
- YT頻道《52新聞聚樂部 （页面存档备份，存于）》今日平評理主持人

## 事蹟
- 2008年6月，陪同中天新聞台《新台灣星光大道》節目製作團隊前往北京市直播《兩岸大談判特别報導》，並和中國中央電視台合作，平秀琳表示：「見證歷史是我最驕傲的事」。[7]
- 2008年11月20日，在中天新聞台《新台灣星光大道》專訪中華民國總統馬英九。[8]
- 2010年6月，受訪中國中央電視台《海峽兩岸經濟合作架構協議》的連線報導。[9]
- 2017年6月9日，在中天新聞台《新聞深喉嚨》專訪臺北市市長柯文哲，平秀琳表示：「第一次專訪柯P，他是一個很難訪的人」。[10]
- 2019年5月15日，請辭中天新聞台《新聞深喉嚨》主持人，並和《新聞深喉嚨》製作人朱凱翔率團隊一起跳槽東森電視。[11]
- 2019年6月17日起，主持東森新聞台《平論無雙》節目。[6]
- 2020年7月15日，網路個人時事評論節目《平評理》在好好聽FM開播。
- 2021年6月11日，主持東森新聞台《平論無雙》最後一集節目停播。

## 主持作品

### 電視節目
- 中天新聞台《新聞深喉嚨》節目主持人。
- 東森新聞台《平論無雙》節目主持人。

### 廣播節目
- POP Radio聯播網《POP大國民》節目主持人。

### 網路廣播
- 平評理（好好聽FM，YT同名頻道於2021年3月2日改名「52新聞聚樂部」）

### 網路節目
- 深喉嚨 ONLINE（「不演了新聞台 （页面存档备份，存于）」YT頻道，2021年8月30日開播）
- 全民平評理（「52新聞聚樂部 （页面存档备份，存于）」YT頻道，2021年9月18日開播）

## 外部連結
- 平評理 - 好好聽FM
- 平秀琳的Facebook專頁